# کاتراندژیی
کاتراندژیی (به بلغاری: Katrandzhii) یک منطقهٔ مسکونی در بلغارستان است که در شهرستان دریانوو واقع شده‌است.